# Penicillium camemberti
Penicillium camemberti är en art av svamp som används vid tillverkning av Camembert och Brie på vilka kolonier av P. camemberti bildar ett hårt vitt skal. Det ger osten sin distinkta smak. Man renkultiverar dessa borstmögelsvampar medan de tillsammans med  Oidium hos dessertostar såsom Roquefort och Camembert ger den specifika smaken hos dessa. Mögelsvampen måste förenas med Oidium och det är denna förening som ger det hårda och lite gulaktigt vita skalet.   Penicillium brevicale  utvecklar vid odling på arsenikhaltigt substrat en stark löklukt och kan därför användas till påvisande av arsenik.
Oidium är den svamp som orsakar mjöldagg hos främst rosväxter. Därmed är Oidium en stor skadegörare men tillsammans med Penicillium är den god.